# III. Péter Áron moldvai fejedelem
Péter Áron (románul Petru Aron), (? – 1467) Moldva fejedelme volt 1451. október és 1452. február, majd 1454. augusztus és 1455. február, végül 1455. május és 1457. április között. Sándor moldvai fejedelem törvénytelen fia volt, az anyja neve nem maradt fenn.
Trónigénylőként Péternek meg kellett küzdenie először II. Bogdánnal, akit 1451 októberében megölt, majd Alexăndrellel, akit 1455 márciusában legyőzött és visszavonulásra kényszerített. 1455 októberében Péter elküldte a szokásos hűbéri hódolatot IV. Kázmér lengyel királynak. Ezt a hűbéri esküt 1456 júniusában megújította, egyben megerősítette az apja által a lengyel kereskedőknek adott privilégiumokat. Szintén 1456-ban beleegyezett abba, hogy 2000 arany adót fizessen a török Portának. 1457 áprilisában III. (Nagy) István, II. Bogdán fia, két csatában is legyőzte és megfosztotta a tróntól. Péter Áron először Lengyelországba, majd a Székelyföldre menekült. Innen szította az ellentéteket III. István és Hunyadi Mátyás között. Az 1467-es moldvabányai ütközetben István foglyul ejtette Péter Áront és kivégeztette.

## Fordítás
- Ez a szócikk részben vagy egészben a Peter III Aaron című angol Wikipédia-szócikk ezen változatának fordításán alapul.  Az eredeti cikk szerkesztőit annak laptörténete sorolja fel. Ez a jelzés csupán a megfogalmazás eredetét és a szerzői jogokat jelzi, nem szolgál a cikkben szereplő információk forrásmegjelöléseként.
- Ez a szócikk részben vagy egészben a Petru Aron című román Wikipédia-szócikk ezen változatának fordításán alapul.  Az eredeti cikk szerkesztőit annak laptörténete sorolja fel. Ez a jelzés csupán a megfogalmazás eredetét és a szerzői jogokat jelzi, nem szolgál a cikkben szereplő információk forrásmegjelöléseként.

## Külső hivatkozások
- Péter Áron idejében vert moldvai érmék